# العرض الكبير (فلم)
العرض الكبير (بالإنجليزية: The Big Parade) فيلم دراما رومانسي عن الحرب أمريكي صامت لعام 1925 من إخراج كينج فيدور وبطولة جون جيلبرت ورينيه أدوري. تدور أحداث الفيلم أثناء الحرب العالمية الأولى، وتتابع الشاب الثري العاطل، الذي ينضم إلى فرقة قوس قزح بالجيش الأمريكي ويتم إرساله إلى فرنسا للقتال في الحرب العالمية الأولى. تم الإشادة بالفيلم لتصويره الواقعي للحرب، وقد أثر بشدة على العديد من أفلام الحرب اللاحقة، وفي عام 1992 اختارته مكتبة الكونغرس للحفظ في السجل الوطني للسينما بالولايات المتحدة.

## طاقم التمثيل
جون جيلبرت: في دور جيمس أبرسون
رينيه أدوري: في دور ميليساندي
هوبارت بوسورث: في دور السيد أبرسون
كلير ماكدويل: في دور السيدة أبرسون
كلير آدامز: في دور جوستين ريد
روبرت أوبر: في دور هاري أبرسون
توم أوبراين: في دور الثور
روزيتا مارستيني: في دور والدة ميليساندي
هاري كروكر: في دور جندي
كاثلين كي: في دور أخت أبرسون
كارل فوس: في دور ضابط
جورج بيرانجر: في دور جندي ألماني
بالاشتراك مع: فرانك كوريير – ديفيروكس - دان ماسون - كارل دين سليم.

## ملخص أحداث الفيلم
يعيش جيمس أبرسون (جون جيلبرت)، قبل الحرب العالمية الأولى، حياة جيدة بفضل ثروة والده، ويخطب الجميلة جوستين ريد (كلير آدامز). تخيب آمال والده لعدم اشتراك جيمس في أعمال العائلة، ولكن لحسن الحظ، يلعب شقيقه الأكثر جدية دور الابن الصالح ويشارك في أعمال العائلة. تدخل الولايات المتحدة الحرب، ويلتحق جيمس بالقوات الأمريكية، ويكون صداقات جديدة. يسافر جيمس وفرقته إلى فرنسا أثناء انتظار انتقالهم إلى الخطوط الأمامية، حيث يلتقي بالفتاة الفرنسية ميليساندر (رينيه أدوري). يتعرض جيمس لأهوال الحرب، ويصبح رجلاً متغيرًا إلى الأبد.

## استقبال الفيلم
كان «العرض الكبير» أحد أكبر النجاحات في عشرينيات القرن الماضي، حيث حقق إيجارات إجمالية قدرها 4.990.000 دولار في الولايات المتحدة و 1.141.000 دولار في الخارج بميزانية قدرها 382.000 دولار أثناء إصداره الأولي مع شركة مترو جولدين ماير، التي سجلت ربحًا قدره 3.4 مليون دولار، وهو أكبر ربح لها في الحقبة الصامتة. كانت الأرباح المحلية الأكبر لشركة مترو جولدين ماير حتى صدور فيلم «ذهب مع الريح» عام 1939. عرض الفيلم في بعض المدن الكبرى بشكل مستمر لمدة عام أو أكثر، مما عزز مسيرة جيلبرت وجعل رينيه أدوري نجمًة رئيسيًة، على الرغم من أنها أصيبت بالسل الرئوي وماتت بضع سنوات.  حقق الفيلم في النهاية 18 - 22 مليون دولار من الإيجارات في جميع أنحاء العالم، وفي بعض الأحيان يُعلن أنه الفيلم الأكثر نجاحًا في العصر الصامت. حاز الفيلم على ميدالية مجلة «فوتو بلاي Photoplay Magazine Medal» لأفضل فيلم لعام 1925، وتعتبر هذه الميدالية أول جائزة سنوية مهمة للفيلم، قبل إنشاء حفل توزيع جوائز الأوسكار، بعد أن وجد منتجو الفيلم بندًا في عقد المخرج فيدور يمنحه 20٪ من صافي الأرباح، ودعا المخرج محامو الاستوديو للاجتماع معه، وفي الاجتماع، رفع المحاسبون تكاليف الفيلم وخفضوا توقعاتهم لنجاحه المحتمل، وهكذا تم إقناع فيدور ببيع حصته في الفيلم قبل أن يتمكن من الحصول على نسبته المئوية، ومع ذلك، أثبت النجاح الهائل للفيلم فيدور كواحد من كبار مخرجي شركة مترو.
منح موقع الطماطم الفاسدة الفيلم تقييم مقداره 100% بناء على آراء 12 ناقد سينمائي.

## ميراث الفيلم
اختارت مكتبة الكونغرس في عام 1992، الفيلم للاحتفاظ به في السجل الوطني للفيلم بالولايات المتحدة باعتباره «مهمًا ثقافيًا أو تاريخيًا أو جماليًا».
أعيد إصدار الفيلم في عام 1931 مع أضافة شريط صوتي من الحان ويليام أكست. أنشأ الملحن كارل ديفيس شريط صوتي أوركسترالي جديدة للفيلم في الثمانينيات.
صدر الفيلم على شريط فيديو في أواخر الثمانينيات، كما صدر على دي في دي عام 2013، مضافاً اليه تعليق صوتي لمؤرخ الفيلم جيفري فانس (مع مقتطفات من التاريخ الشفوي للمخرج كينج فيدور مع نقابة المخرجين الأمريكية)، وفي فبراير 2020، عُرض الفيلم في مهرجان برلين السينمائي الدولي السبعين، كجزء من معرض مخصص لأعمال المخرج كينج فيدور.  

## وصلات خارجية
https://www.rottentomatoes.com/m/the_big_parade العرض الكبير (فلم)
https://www.imdb.com/title/tt0015624/ العرض الكبير (فلم)
https://www.tcm.com/tcmdb/title/33363/the-big-parade#overview العرض الكبير (فلم)